# Alberto Silvani
Alberto Silvani (ur. 6 września 1946 w Villafranca in Lunigiana) – włoski duchowny katolicki, biskup Volterry w latach 2007–2022.

## Życiorys
Święcenia kapłańskie otrzymał 3 października 1970 i został inkardynowany do diecezji Pontremoli. Przez wiele lat pracował przede wszystkim jako duszpasterz parafialny. W 1987 został wikariuszem generalnym diecezji (od 1988 połączonej z diecezją Massa Carrara). W 1996 został ponadto rektorem seminarium. W 2005 został zwolniony z tychże obowiązków i objął probostwo w Avenzy.
8 maja 2007 papież Benedykt XVI mianował go ordynariuszem diecezji Volterra. Sakry biskupiej udzielił mu 29 czerwca 2007 w Pontremoli biskup Eugenio Binini. 12 stycznia 2022 papież przyjął jego rezygnację z pełnionego urzędu, złożoną ze względu na wiek.